# Summerville (Carolina do Sul)
Summerville é uma vila localizada no estado norte-americano da Carolina do Sul, nos condados de Berkeley, Charleston e Dorchester.

## Geografia
De acordo com o United States Census Bureau, a vila tem uma área de 47,03 km², onde 46,72 km² estão cobertos por terra e 0,28 km² por água.

### Localidades na vizinhança
O diagrama seguinte representa as localidades num raio de 20 km ao redor de Summerville.

## Demografia
Segundo o censo nacional de 2010, a sua população é de 43 392 habitantes e sua densidade populacional é de 928,7 hab/km². É a localidade mais densamente povoada da Carolina do Sul. Possui 18 557 residências, que resulta em uma densidade de 397,17 residências/km².